# Homalobus exilifolius
Homalobus exilifolius là một loài thực vật có hoa trong họ Đậu. Loài này được (A. Nelson) Rydb. mô tả khoa học đầu tiên năm 1913.